# Ornithopsis
Ornithopsis („nepodobný ptákům“) byl rod sauropodního dinosaura. Žil v období spodní křídy (geologický stupeň barrem), asi před 125 miliony let, na území dnešního ostrova Isle of Wight a hrabství Východní Sussex na jihu Anglie. Tento středně velký sauropod byl pravděpodobně zástupcem kladu Titanosauriformes. Mohlo se jednat o zástupce čeledi Brachiosauridae.

## Objev a popis

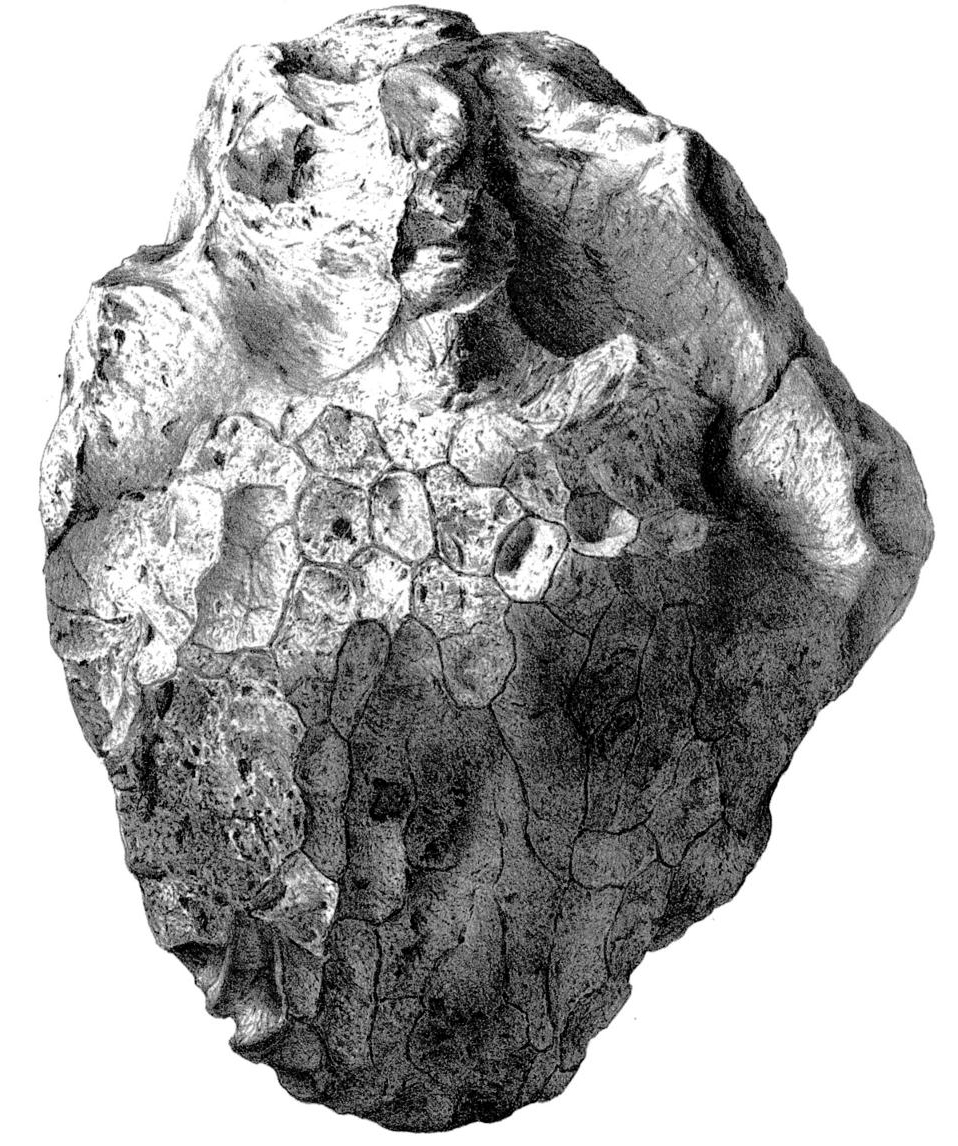
Ornithopsis - ilustrace obratle.

Zkameněliny tohoto dinosaura byly objeveny v sedimentech souvrství Wessex na území Isle of Wight a v sedimentech Hastings Group na území Východního Sussexu. Jedná se o dva obratle s označením NHMUK R.2239 (holotyp) a NHMUK R.28632 . V roce 1870 je formálně popsal a pojmenoval britský paleontolog Harry Govier Seeley pod jménem Ornithopsis hulkei. Později byly stanoveny další druhy rodu Ornithopsis, obecně se však jedná o pochybné a pravděpodobně formálně neplatné taxony. Například druh Chondrosteosaurus magnus ve skutečnosti spadá právě do rodu Ornithopsis.
Některé domnělé druhy tohoto rodu byly zase v pozdější době naopak přeřazeny do vlastních (resp. jiných) rodových jmen, což se týká například rodů Cetiosaurus, Cetiosauriscus nebo nověji Amanzia. Systematická pozice tohoto taxonu je poněkud chaotická a bude třeba kompletní revize, která by vyjasnila jeho vztahu k taxonům Eucamerotus, Chondrosteosaurus, Ischyrosaurus, Gigantosaurus a dalším.